# Скрипун большой осиновый
Скрипу́н большо́й оси́новый (лат. Saperda carcharias) — жук из семейства усачей и подсемейства Ламиины.

## Описание
Жук длиной от 20 до 30 мм. Коричнево-жёлтого, серого или серовато-жёлтого окраса. Усики имеет сравнительно толстые, 11-членные. Щит поперечный, зернистой структуры, с пунктировкой. Надкрылья вытянутые, выпуклые, более широкие у основания, суживаются и на конце сильно вытянуты. Надкрылья покрыты грубой пунктировкой, зернистые.
У самца усики длиннее тела и надкрылья на вершине сильно сужены. Усики самки короче длины тела, надкрылья сужаются постепенно.

## Распространение
Европа, Сибирь, Кавказ, КНДР и Северный Китай. 

## Биология
Лёт жуков происходит в июне — июле, на севере ареала — в августе. Дополнительное питание на листьях: выгрызают неправильные крупные отверстия с разорванными краями, объедают листья вместе с жилками. Иногда грызут молодую кору кругами шириной 1—2 мм.

## Размножение
Яйца овальные бурого цвета, 4х2 мм. Откладывает их по одному в продольные выгрызенные самкой ямки в коре. Всего откладывает 40—50 штук яиц, зимуют в диапаузе.
Личинка 35—45 мм, желто-белая, блестящая, гладкая, несколько уплощенная с одиночными волосками на теле, безногая. Генерация трехгодичная.
Развиваются в древесине растений из рода тополей (Populus), реже берёзы (Betula) и ивы (Salix).
Куколка свободная, жёлто-белая.

## Галерея

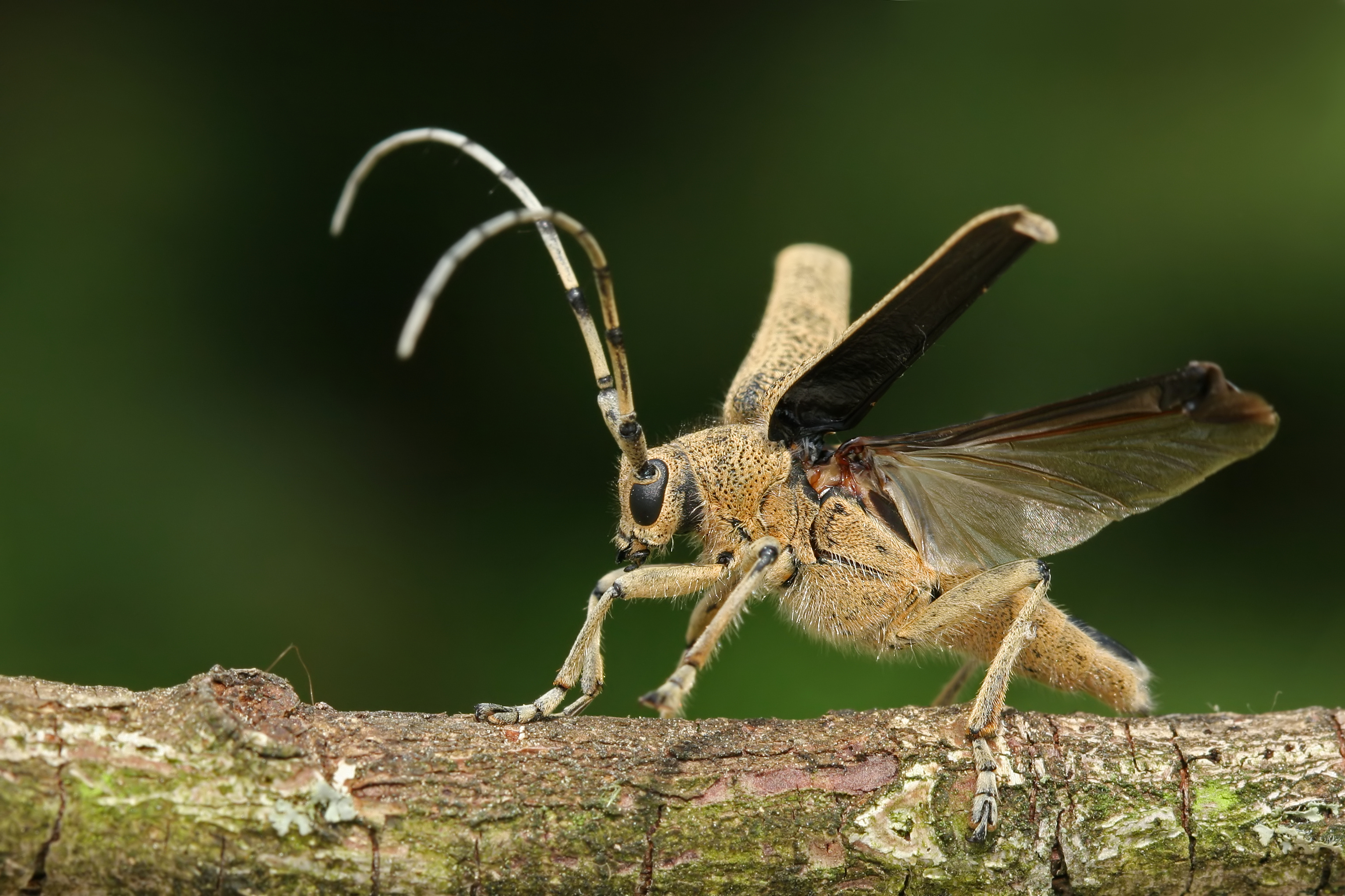
Скрипун большой осиновый в момент взлёта
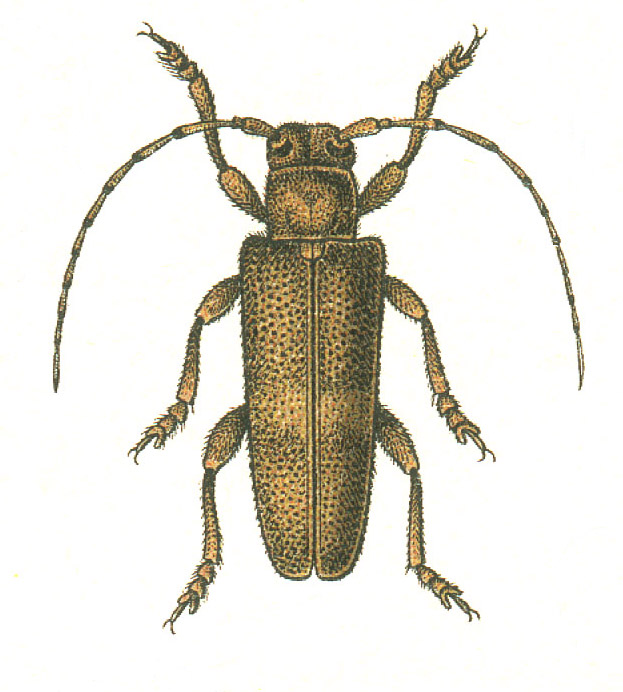
Иллюстрация